# Дејвид Мојз
Дејвид Вилијам Мојз (енгл. David William Moyes, IPA: ; рођен 25. априла 1963. у Глазгову, Шкотска) је бивши шкотски фудбалер и садашњи фудбалски тренер, тренутно шеф стручног штаба Евертона.

## Биографија
Мојз је 1. јула 2013. године преузео тренерско место од сер Алекса Фергусона у Манчестер јунајтеду након што је провео једанаест година у Евертону. Због лоших резултата смењен је са места тренера 22. априла 2014. године. Након "излета" у Шпанији где је водио Реал Сосиједад Мојз се вратио у енглески фудбал преузевши клупу Сандерленда који је напустио одмах након што је клуб по завршетку сезоне 2016/17. испао из Премијер лиге. На клупу Вест Хем јунајтеда дошао је 7. новембра 2017. године заменивши дотадашњег менаџера "чекићара" Славена Билића.

## Трофеји (као играч)

### Селтик
- Премијер лига Шкотске (1) : 1981/82.

### Бристол сити
- Мемберс куп (1) : 1985/86.

### Престон Норт Енд
- Трећа дивизија Фудбалске лиге Енглеске (1) : 1995/96.

## Трофеји (као тренер)

### Престон Норт Енд
- Друга дивизија Фудбалске лиге Енглеске (1) : 1999/00.

### Манчестер јунајтед
- ФА Комјунити шилд (1) : 2013.

### Вест Хем јунајтед
- УЕФА Лига конференције (1) : 2022/23.